# Regalía de aposento
El derecho o regalía de aposento era una de las regalías o impuestos de la Corona de Castilla en la Edad Media.

## Características
De origen medieval, consistía en la obligación de ceder la mitad de la propia vivienda para alojar temporalmente a los funcionarios reales. En la Edad Media e inicios de la Moderna, al ser la Corte castellana itinerante, esa carga era generalmente breve, pues afectaba a una determinada población solo durante el tiempo en el que el rey y la corte permanecían en él. Cuando en 1561 Felipe II decide establecer la Corte en Madrid, la Carga de aposento pasa a ser soportada únicamente por los madrileños. Contra lo que pueda creerse, y a diferencia de la anterior Regalía de Aposento, no fue una cuestión impuesta por la fuerza; las autoridades madrileñas, representantes de la burguesía local, acordaron esta Carga, que no Regalía, con el rey a cambio de tener las ventajas que suponía ser capital de un importante imperio. Su organización se basaba en la Junta de Aposentadores, creada por Alfonso XI en 1341 y en los aposentadores de caminos, que visitaban periódicamente los lugares en que residía la Corte. Desde 1621 la institución se denominó Junta de Aposento.

### Carga de aposento
La situación de los edificios madrileños respecto a la carga de aposento terminó siendo muy variada, como consecuencia del paso del tiempo y la complejidad de la Hacienda real. Habría:
- Casas sujetas al denominado aposento material, que respondían a lo que fue la carga en sus orígenes: debían ceder la mitad de su superficie útil.
- Casas que, aunque en principio debían tener esa obligación, quedaban eximidas de ella, ya fuera porque sus dimensiones o su estructura no permitían la distribución del espacio requerida para albergar al huésped (casas de incómoda partición) o por no reunir las condiciones mínimas exigidas por las ordenanzas municipales para tal fin. Muchas de esas casas fueron construidas con esas características ex profeso, y por ello denominadas casas a la malicia. En tales casos se sustituía la carga por un canon monetario, que se calculaba entre un tercio y la mitad del valor estimado que produciría su alquiler. Ante la imposibilidad de pagar tales cantidades, algunas terminaban siendo expropiadas y administradas por la Junta, o se llegaba a acuerdos con los propietarios, que cedían una casa y conservaban otra sin cargas.
- Había otras, denominadas privilegiadas, lo que suponía que no tenían la obligación de albergar funcionarios reales, por compra de la exención o bien donación real.

A todo ello se sumaba el desconocimiento que los funcionarios de la Real Hacienda tenían de la situación de muchos inmuebles, pues el rápido crecimiento demográfico experimentado por la ciudad (de 2500 casas en 1561 a 10 000 en 1618, la cifra se cuadruplicó) y el ingenio de los constructores de las casas a malicia había hecho que la trama urbana se fuera compactando por la construcción en espacios interiores e intersticiales (huertos, patios, corrales, callejones...), que determinados edificios ampliaran su superficie por derribo de otros preexistentes o agregación de colindantes y que otros la redujeran al ser compartimentados.

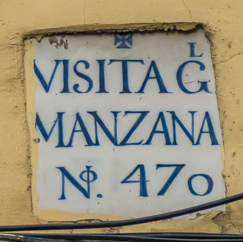
Azulejo de censo con la clave Visita G.^{L} Manzana n.º 470

Para mejorar la equidad del impuesto se realizó una visita general de todas las casas de la ciudad que detectara las anomalías existentes. Aún se conservan en las fachadas de las calles del centro histórico de Madrid los azulejos que numeraban las casas como consecuencia de esa visita. El trabajo, muy ambicioso, dio como fruto el levantamiento de la Planimetría General de Madrid y el Catastro de la Villa y Corte, entre 1749 y 1759, con una documentación exhaustiva, que da fe de la necesidad de control de la población, especialmente en la sensible ciudad de Madrid por parte de la burocracia de la Monarquía Hispánica. A pesar de ello, el control era más un deseo que una realidad, como demostraron los no muy lejanos acontecimientos de 1766 (motín de Esquilache).